# Incidente del Bombardier CRJ200 di Saurya Airlines del 2024
Il 24 luglio 2024, un Bombardier CRJ200LR operato da Saurya Airlines è precipitato poco dopo il decollo dall'aeroporto Internazionale Tribhuvan di Katmandu, provocando la morte di 18 delle 19 persone a bordo. Il velivolo, con a bordo staff e personale tecnico della compagnia aerea, stava venendo portato a Pokhara per un controllo di manutenzione.

## Contesto

### L'aereo
L'aereo coinvolto era un Bombardier CRJ200LR, registrato 9N-AME con numero di serie 7772. È stato prodotto nel 2003 ed era equipaggiato con due motori General Electric CF34-3B1. L'aeromobile è stato prima consegnato alla Atlantic Coast Airlines e poi è entrato in servizio con la Saurya Airlines, allora nota come Kuber Airlines, nel 2017.
Nei mesi precedenti l'incidente, l'aereo era stato sottoposto a diversi interventi di manutenzione, tra cui un'ispezione di controllo il 13 marzo 2024, per il rinnovo del certificato di aeronavigabilità, con il Time Between Overhaul (TBO) del carrello di atterraggio principale previsto per il 17 aprile 2024. Il TBO è stato esteso fino al 19 giugno 2024. Il 26 aprile 2024 è stato emesso un certificato, che ha consentito un volo di prova per rinnovare il certificato di aeronavigabilità scaduto. Dopo la scadenza dell'estensione del TBO, il velivolo è stato messo a terra e inviato al deposito a breve termine. Il 24 luglio 2024, il velivolo è stato sottoposto a un controllo per il rientro in servizio prima di essere autorizzato al volo per Pokhara.

### Passeggeri ed equipaggio
L'aereo trasportava tre membri dell'equipaggio e, secondo alcune fonti, 16 tecnici impiegati per la manutenzione ordinaria del velivolo. Uno dei passeggeri era un bambino.
Il comandante del volo, Manish Shakya, 35 anni, aveva una licenza di pilota di trasporto aereo (ATPL) e aveva 6.186 ore di volo in totale, di cui 4.992 sul CRJ200. Il primo ufficiale, Sushant Katuwal, 26 anni, aveva una licenza di pilota commerciale (CPL) e aveva 1.824 ore di volo in totale, di cui 1.602 sul CRJ200. Un terzo membro dell'equipaggio era in servizio come ingegnere, lo yemenita Aref Reda.

## L'incidente
L'aereo era rimasto parcheggiato in un'area di sosta remota per 34 giorni prima dell'incidente. La mattina del volo era stata effettuata un'ispezione per il rientro in servizio. Secondo il foglio di carico e assetto fornito dalla compagnia, il peso al decollo è stato calcolato in 18.132 kg. La velocità di decisione (V1), la velocità di rotazione (VR) e la velocità di sicurezza al decollo (V2) sono state determinate rispettivamente in 114, 118 e 125 nodi.
Alle 11:04:35 ora solare del Nepal (NPT, UTC+05:45), i piloti hanno iniziato il rullaggio verso la pista 02/20. L'aereo è entrato nella pista 02, è risalito fino alla testata e ha iniziato la rullata di decollo alle 11:10:34 NPT. Subito dopo il decollo, l'aereo ha rollato a destra, poi ha virato bruscamente a sinistra, seguito da un altro rollio a destra, prima che l'estremità alare destra toccasse il suolo. Un funzionario dell'aeroporto ha riferito di aver sentito “rumori di scricchiolio” provenire dall'aereo poco prima dell'incidente. L'impatto ha innescato un incendio e la fusoliera dell'aereo è scivolata in una gola di 130 piedi (40 m) situata a est della pista, tra un hangar e una stazione radar. I vigili del fuoco sono arrivati sul posto un minuto dopo l'impatto. I filmati dell'incidente li mostrano spegnere le fiamme mentre cercano di salvare i sopravvissuti. I funzionari dell'aviazione civile hanno successivamente riferito che la cabina di pilotaggio si era separata dalla fusoliera principale da un container merci poco prima che il corpo principale colpisse il suolo. La cabina di pilotaggio è rimasta incastrata nel container, mentre il resto dell'aereo ha continuato a scivolare lungo la gola.
L'ultimo rapporto METAR indicava una visibilità di 8 km, con poche nuvole a 1 000 piedi (300 m) e nuvole sparse a 3 000 piedi (910 m) di altitudine. Tuttavia, l'Associated Press ha riferito che la visibilità era bassa in tutta Katmandu al momento dell'incidente.
Delle 19 persone a bordo, 18 sono rimaste uccise nell'incidente. Il comandante, l'unico sopravvissuto, è stato trasportato al Kathmandu Medical College con lievi ferite.

## Le indagini
Entrambi i registratori di volo dell'aereo sono stati recuperati dal luogo dell'incidente e sono stati inviati al Transport Safety Investigation Bureau di Singapore per essere analizzati, sotto la supervisione della Aircraft Accident Investigation Commission (AAIC) del Nepal e con i rappresentanti del Transportation Safety Board del Canada e del National Transportation Safety Board degli Stati Uniti.

### Rapporto preliminare
Il 5 settembre, l'AAIC ha pubblicato il rapporto preliminare sull'incidente. Sulla base dei dati del registratore dei dati di volo e del registratore vocale della cabina di pilotaggio, l'aereo ha rollato eccessivamente durante il decollo alle 11:10:55 TNP, impennandosi brevemente a una velocità di 8,6° al secondo. L'aereo ha raggiunto un'altezza massima di soli 30 metri dal suolo alle 11:11:03 TNP, sette secondi prima che l'estremità alare destra impattasse con il suolo. Lo stick shaker si è attivato più volte nell'arco di otto secondi tra le 11:10:58 e le 11:11:04 NPT, a indicare uno stallo aerodinamico.
Il rapporto preliminare ha anche evidenziato le sviste della compagnia aerea che sono state ritenute critiche. Il rapporto ha rivelato che la Saurya Airlines non rispettava le procedure corrette per il carico degli aeromobili, tra cui il corretto fissaggio dei carichi e la loro pesatura. Inoltre, è stato dimostrato che la compagnia aerea non ha ottenuto correttamente le autorizzazioni per il volo dell'incidente.